# Phacelia pringlei
Phacelia pringlei är en strävbladig växtart som beskrevs av Asa Gray. Phacelia pringlei ingår i Faceliasläktet som ingår i familjen strävbladiga växter. Inga underarter finns listade i Catalogue of Life.